# Mala Kapela
Mala Kapela (pronunciado [mâːlaː kǎpɛla], lit. 'pequeña capilla') es una cadena montañosa en Croacia, que forma parte de los Alpes Dináricos. Se desarrolla en dirección noroeste-sureste, y se extiende desde el puerto de montaña llamado Kapela o Vrh Kapele (altitud 887 m), que la separa de Velika Kapela, hasta el puerto de montaña que conecta Otočac y Plitvice, y desde allí a Plješevica. El pico más alto es Seliški vrh con 1279 metros, ubicado en la parte sur de la montaña. El túnel de Mala Kapela atraviesa la sección norte de la montaña.

## Etimología
En el pasado, hasta el año 1522 , el paso de montaña se conocía como montaña de Hierro (Alpes ferreae), Gvozd (Gozdia) y Petrov Gvozd (Peturgoz), cuando debido a la capilla de San Nicolas (anteriormente, St. Mikula) la población comenzó a llamarlo como Kapela. Se considera que el paso fue el lugar donde murió el rey croata Petar Snačić en la batalla de la montaña Gvozd (1097), que anteriormente se identificaba erróneamente con Petrova gora.